# Sceaux (Hauts-de-Seine)
Sceaux település Franciaországban, Hauts-de-Seine megyében. Lakosainak száma 20 740 fő (2022. január 1.). Sceaux Bagneux, Bourg-la-Reine, Antony, Châtenay-Malabry, Le Plessis-Robinson és Fontenay-aux-Roses községekkel határos.

## Népesség
A település népessége az elmúlt években az alábbi módon változott:
| Lakosok száma | 19 850 | 19 718 | 19 355 | 19 856 | 19 344 | 19 606 | 20 004 | 20 359 | 20 488 | 20 740 |
|               | 2005   | 2013   | 2015   | 2016   | 2017   | 2018   | 2019   | 2020   | 2021   | 2022   |